# アデライン・ラッセル (ベッドフォード公爵夫人)
ベッドフォード公爵夫人アデライン・メアリー・ラッセル GBE（Adeline Marie Russell, Duchess of Bedford, 1852年9月4日 - 1920年4月12日）は、イギリスの貴族女性、社会運動家。刑務所改革運動に情熱を捧げた。第1次世界大戦中には看護団を率いて傷病兵の救済に当たった。

## 生涯
第3代サマーズ伯爵チャールズ・サマーズ＝コックスと、写真家ジュリア・マーガレット・キャメロンの妹の1人ヴァージニア・パトルの間の次女として生まれた。姉イザベラと共に、家庭で母親の定めたカリキュラムに従って教育を受けた。1876年10月24日、タヴィストック侯爵ジョージ・ラッセルと結婚。1891年夫の襲爵と共にベッドフォード公爵夫人となるが、夫とは2年後の1893年に死別した。
母方の従妹ジュリア・スティーヴンは1882年に出産した娘にアデラインに因む洗礼名を付けたが、この娘は後に作家ヴァージニア・ウルフとなった。
慈善家として熱心に活動したことで有名である。当初は「連帯する労働者同盟（Associated Workers' League）」と連携して福祉活動を行い、ロンドン・ヴィクトリア駅周辺にたむろする女性貧民や娼婦の救済に力を注いだ。
第1次世界大戦が始まるまでの20年間は、刑務所の慰問活動を行った。そのきっかけは、ある新聞に報じられたポルトガルの政治犯収容所での囚人の悲惨な待遇について知り、衝撃を受けたことである。公爵夫人はリスボンの刑務所を自ら訪れ、刑務所の報道以上の内実をその目で確認した。そしてポルトガルの自由主義政党と連携して告発に必要な文書を集めて政治犯解放キャンペーンを行い、訪問から1年と経たないうちに政治犯の釈放を実現させた。
この一件から間もなく第1次世界大戦が勃発すると、「ヨーロッパ戦時基金（the European War Fund）」の会長として活動。この組織は元々英国聖ヨハネ騎士団と赤十字社の救護部門が連携して設立したものであった。アデラインは倦むことなく傷病兵看護のために働き続け、兵士の置かれた状況を視察するため西部戦線への慰問を繰り返し、傷病兵との対話を熱心に行った。戦後も元負傷兵の看護に携わっていたが、インフルエンザに罹患して体が弱り、心臓発作を起こして亡くなった。
1902年英国聖ヨハネ騎士団女性勲爵士（Lady of Grace）、1919年大英帝国勲章勲爵士となった。

## 引用
1. ↑  Adeline Mary Russell, Duchess of Bedford profile, oxforddnb.com; retrieved 22 April 2016.
2. ↑  Adeline Russell Archived 14 January 2018 at the Wayback Machine., York University Library; retrieved 22 April 2016.
3. ↑  Virginia Woolf (29 November 2015). A Haunted House and Other Stories. Virginia Woolf. pp. 2. ISBN 978-88-925-2358-6
4. 1 2 3  Adeline, Duchess of Bedford – A character study, 1 May 1920, The Spectator; retrieved 22 April 2016.
5. ↑  "No. 27465". The London Gazette (英語). 15 August 1902. p. 5327.